# フェロトーシス
フェロトーシス（ferroptosis）は、鉄に依存し、過酸化脂質の蓄積によって特徴付けられるプログラム細胞死の一種であり、アポトーシスなどの他の制御された細胞死とは遺伝学的にも生化学的にも異なる。フェロトーシスは、グルタチオン依存的な抗酸化防御の破綻によって始まり、脂質の過酸化が抑制されず、最終的には細胞死を引き起こす。親油性抗酸化剤と鉄キレート剤はフェロトーシスによる細胞死を防ぐことができる。鉄と過酸化脂質の関係は何年も前から知られていたが、Brent StockwellとScott J. Dixonがフェロトーシスという言葉を作り、その主要な特徴のいくつかを説明したのは2012年になってからであった。
フェロトーシスは、がん治療法の開発など、医療分野で貢献できる役割があることが分かってきた。フェロトーシスの活性化は、人体における腫瘍細胞の成長を制御する役割を担っている。しかし、フェロトーシスが代謝経路を乱し、人体の恒常性（ホメオスタシス）を乱すことで、フェロトーシスの正の効果が中和される可能性がある。フェロトーシスは制御された細胞死の一形態であるため、フェロトーシスを制御する分子の中には、システイン搾取、グルタチオン状態、ニコチンアミドアデニンジヌクレオチドリン酸機能、脂質過酸化、鉄ホメオスタシスを制御する代謝経路に関わるものが存在する。

## 機構
フェロートシスの特質は、酸化的に損傷したリン脂質（すなわち過酸化脂質）の鉄依存的な蓄積である。この変化は、フリーラジカルが脂質分子（典型的には多価不飽和脂肪酸に影響）から電子を奪い、それによって脂質の酸化を促進したときに起こる。フェロートシスから身を守る主な細胞機構は、グルタチオン依存性のヒドロペルオキシダーゼであるグルタチオンペルオキシダーゼ4（GPX4）を介し、過酸化脂質を無毒の脂質アルコールに変換することである。最近、2つの研究室によって、酸化還元酵素FSP1（AIFM2としても知られる）が関与する第2の並行保護経路が独立して発見された。彼らの発見は、FSP1は酵素的に非ミトコンドリア性コエンザイムQ10を還元し、それによって強力な親油性抗酸化物質を生成して過酸化脂質の増加を抑制している。補因子が拡散性の抗酸化物質として機能する同様の機構は、同年、律速酵素GCH1の産物であるテトラヒドロビオプテリン（BH4）についても発見されている。

フェロトーシスを経験中のヒト前立腺がん細胞

エラスチン、スルファサラジン、ソラフェニブ、(1S,3R)-RSL3、ML162、ML210などの低分子は、フェロトーシス誘導による腫瘍細胞増殖阻害剤として知られている。これらの化合物はアポトーシスを引き起こさないため、クロマチン辺縁化やポリ（ADP-リボース）ポリメラーゼ（PARP）切断を引き起こさない。その代わり、フェロトーシスはミトコンドリアの表現型に変化をもたらす。鉄は低分子によるフェロトーシスの誘導にも必要であり、したがって、これらの化合物は鉄キレート剤によって阻害され得る。エラスチンは、シスチン/グルタミン酸トランスポーターの阻害により作用し、細胞内のグルタチオン（GSH）濃度を低下させる。GSHはGPX4の機能に必要であることから、この補因子の枯渇はフェロトーシス的な細胞死を引き起こす可能性がある。また、RSL3、ML162、ML210の作用機序のように、GPX4の阻害によってもフェロトーシスを誘導することができる。一部の細胞では、FSP1がGPX4活性の損失を補うため、フェロトーシスを誘導するためには、GPX4とFSP1の両方を同時に阻害する必要がある。
生細胞イメージングにより、フェロトーシス時に細胞が受ける形態変化を観察されている。最初、細胞は収縮し、その後膨張を開始する。フェロトーシスが起こる直前には、核周辺に脂質が集まっているのが観察される。この過程が完了すると、脂質滴が細胞全体に再分配される（右側のGIFを参照）。

## 神経系でのアポトーシスとの比較
神経系で起こるもう1つの細胞死はアポトーシスで、細胞が壊れて小さなアポトーシス小体になり、食作用で取り込まれる。この過程は、胎児の発生から成人に至るまで、哺乳類の神経系プロセスにおいて継続的に起こっている。アポトーシス死は、神経細胞およびグリア細胞の正しい集団サイズに不可欠である。フェロトーシスと同様に、アポトーシス過程の欠陥は、神経変性を含む多くの健康上の合併症を引き起こす可能性がある。
神経細胞のアポトーシスの研究では、上頸神経節の神経細胞を対象とした研究が多く行われている。これらのニューロンが生き残り、標的組織を神経支配するためには、神経成長因子（NGF）が必要である。通常、NGFはチロシンキナーゼ受容体であるTrkAに結合し、ホスファチジルイノシトール3キナーゼ-Akt（PI3K-Akt）および細胞外シグナル調節キナーゼ（Raf-MEK-ERK）シグナル伝達経路を活性化させる。これは、交感神経系の神経細胞の成長を促進する正常な発生過程で起こる。
胚の発生過程において、NGFの欠如は、通常NGFによって活性化されるシグナル伝達経路の活性を低下させることにより、アポトーシスを活性化させる。NGFがないと、交感神経系の神経細胞は萎縮し始め、グルコースの取り込み速度が低下し、タンパク質合成や遺伝子発現の速度が低下する。NGFの離脱によるアポトーシス死には、カスパーゼ活性も必要である。NGFの離脱により、カスパーゼ3の活性化は、ミトコンドリアからのシトクロムcの放出で始まるin-vitro経路を経て起こる。生き残った交感神経細胞では、抗アポトーシスB細胞CLL/Lymphoma 2（Bcl-2）タンパク質の過剰発現により、NGF離脱による死が阻止される。しかし、別の親アポトーシスBcl-2遺伝子であるBaxの過剰発現は、シトクロムc2の放出を刺激する。シトクロムcは、アポトソームの形成を通じてカスパーゼ9の活性化を促進する。カスパーゼ9が活性化されると、カスパーゼ3が切断され活性化され、細胞死を引き起こす。注目すべきは、アポトーシスでは、フェロトーシスで分解される神経細胞のように、細胞内液が放出されないことである。フェロトーシスでは、神経細胞は細胞体内から脂質の代謝産物を放出する。これがフェロトーシスとアポトーシスの重要な違いである。

## 神経細胞

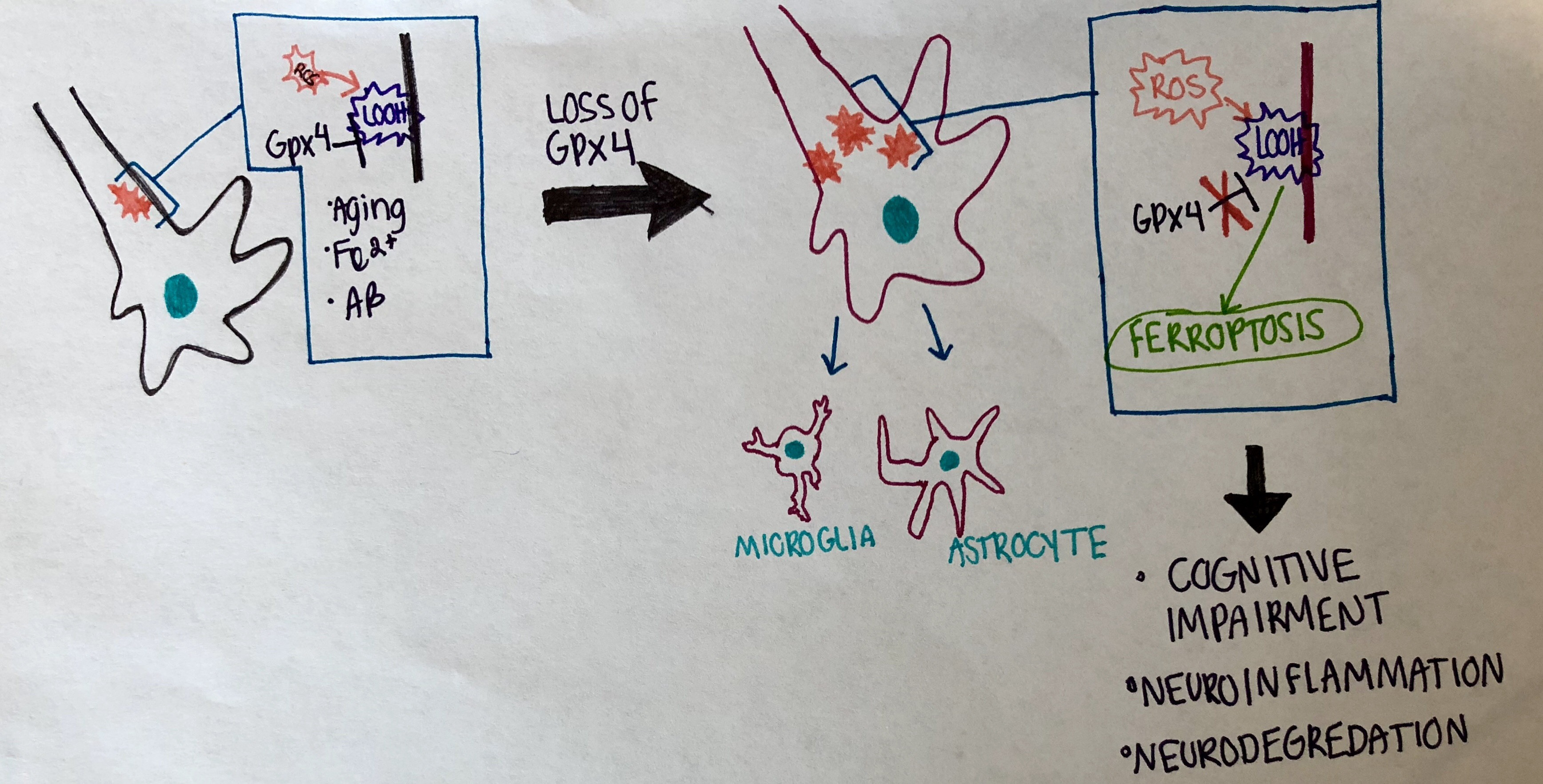
フェロトーシスによる神経変性の誘導

神経接続は、神経系の中で常に変化している。使用頻度の高いシナプス結合はそのまま維持され促進されるが、使用頻度の低いシナプス結合は劣化の対象となる。シナプス結合の消失と神経細胞の劣化のレベルの上昇は、神経変性疾患と関連する。より最近では、フェロトーシスが多様な脳疾患に関係していることが分かってきた。2つの新しい研究により、フェロトーシスが脳内出血後の神経細胞死に寄与していることが示された。フェロトーシスによって分解された神経細胞は、細胞体内から脂質代謝産物を放出する。この脂質代謝産物は周囲の神経細胞に有害であり、脳内に炎症を引き起こす。炎症はアルツハイマー病や脳内出血の病態の特徴である。
マウスを用いた研究では、Gpx4が存在しないとフェロトーシスが促進されることが明らかにされた。ビタミンEを多く含む食品はGpx4の活性を促進するため、結果としてフェロトーシスを抑制し、脳領域での炎症を防ぐことができる。Gpx4レベルが低下するように操作した実験群では、マウスに認知障害と海馬の神経変性が観察され、やはりフェロトーシスと神経変性疾患は関連があることが示された。
同様に、転写因子、特にATF4の存在は、神経細胞がどの程度容易に細胞死を起こすかに影響を与える。ATF4はフェロトーシスに対する抵抗性を高める。しかしながら、この抵抗性はがんなどの他の疾患を進行させ、悪性化させる原因となる。ATF4はフェロトーシスに対する抵抗性をもたらす一方で、ATF4が過剰になると神経変性を引き起こす。
2021年の研究では、外傷性脳損傷後の神経細胞死にフェロトーシスが寄与していることが示唆されている。

## がん治療における潜在的役割

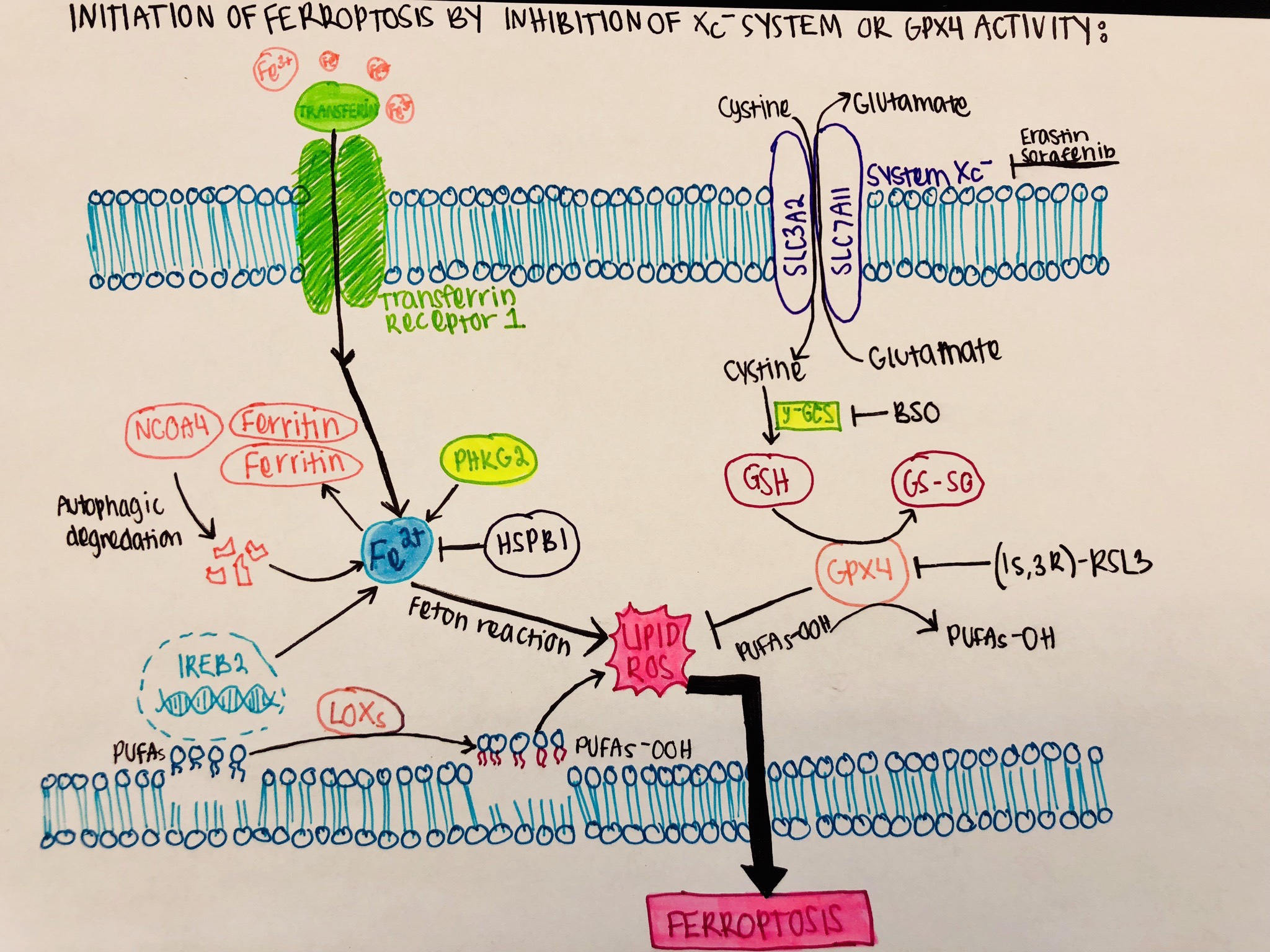
Gpx4活性のXc-システム阻害によるフェロートシスの開始

フェロトーシスは、腫瘍細胞を死滅させ、最終的にがんを治療する手段となる可能性を示唆する予備的な報告がなされている。フェロトーシスは、以下のような数種類のがんに関与していると考えられている。
- 乳がん
- 急性骨髄性白血病
- 膵管腺癌
- 卵巣がん
- B細胞リンパ腫（英語版）
- 腎細胞がん
- 肺がん
- 膠芽腫

これらの形態のがんは、フェロトーシスの誘導に非常に敏感であるという仮説が立てられている。鉄レベルの上方制御は、乳がんといったある種のがんにおいてフェロートシスを誘導することも確認されている。乳がん細胞は、シラメシンとラパチニブの組み合わせによってフェロートシスに対する脆弱性を示した。これらの細胞はまた、フェロトーシス活性とは独立したオートファジーサイクルを示したことから、2つの異なる形態の細胞死を治療後の特定の時期に活性化するよう制御できる可能性があることが示された。